# Abraxas sinicaria
Abraxas sinicaria là một loài bướm đêm trong họ Geometridae.